# Šómjó
Šómjó (japonsky 称名滝 [Šómjódaki]) je nejvyšší nevysychající vodopád v Japonsku. Leží na území města Tatejama v okrese Nakaniikawa v prefektuře Tojama. Voda v něm postupně padá ve 4 stupních z celkové výšky 350 m. Jednotlivé stupně mají postupně 70, 58, 96 a 126 metrů. U paty vodopádu je 6 m hluboká vodní plocha o průměru 60 m. Voda protékající vodopádem dosahuje nejvyššího objemu na počátku léta, kdy taje sníh v pohoří Tatejama. Ještě vyšší je sousední vodopád Hannoki, jehož vody dopadají na stejné místo, ovšem voda skrz něj proudí pouze od dubna do července.
Vodopád je napájen vodami z ramsarských mokřadů na náhorní plošině Midagahara (弥陀ヶ原) (její nadmořská výška je 1600 m), která je u úpatí hory Tatejama (立山). Je součástí potoka Šómjógawa (称名川), který je dále levým přítokem řeky Džógandži-gawa (常願寺川), která se vlévá do Tojamského zálivu (富山湾).